# Aedes vittatus
Aedes vittatus är en tvåvingeart som först beskrevs av Jacques-Marie-Frangile Bigot 1861.  Aedes vittatus ingår i släktet Aedes och familjen stickmyggor. Inga underarter finns listade i Catalogue of Life.